# Bitwa pod Wronowem
Bitwa pod Wronowem – bitwa, która miała miejsce 17 kwietnia 1831 roku pod Wronowem, w czasie powstania listopadowego, było to starcie wojsk polskich i rosyjskich. Zakończyła się porażką wojsk polskich dowodzonych przez Jana Kantego Juliana Sierawskiego.

## Tło historyczne
Sytuacja ogólna powstania przedstawiała się nader pomyślnie. Rozwijała się ofensywa wiosenna; świeżo pobito nieprzyjaciela w bitwie pod Domanicami i pod Iganiami. Józef Dwernicki wyszedł z Zamościa, bijąc Rosjan pod Poryckiem. W odwodzie pozostawał jeszcze korpus Sierawskiego, stojący raczej bezczynnie na lewym brzegu Wisły. Odważna akcja, przy skoordynowaniu działań na różnych frontach, mogła przynieść powodzenie kampanii. Niestety, generalicja polska szansy tej nie wykorzystała. Głównym winowajcą tego stanu rzeczy był nieudolny Naczelny wódz Jan Skrzynecki.
Skrzynecki nakazał Sierawskiemu „niepokojenie” Kreuzta, choć gdyby zawrócić Dwernickiego i wzmocnić Sierawskiego korpusem Paca, Kreutza można było znieść uderzeniem z kilku stron i dzięki temu odblokować Lubelszczyznę. Tymczasem Dwernicki wymaszerował z Zamościa na wschód, Paca odwołano na północ, a naprzeciw Kreutza pozostawiono Sierawskiego, którego korpus składał się w dużej mierze z nowo sformowanych jednostek, niedoświadczonych w boju. Skrzynecki swoje rozkazy wysłał dwa razy, w specyficznej formie, co Sierawski słusznie zresztą odebrał jako osobisty, acz niezasłużony, przytyk. Przez nietaktowność Dwernickiego, który chciał na Sierawskiego przerzucić pretensje części oficerów o niedostateczny impet ofensywy, Sierawski ambicjonalnie podjął działania, na które nie powinien sobie pozwolić.
Sierawski nadspodziewanie łatwo przeprawił się na prawy brzeg Wisły, 14 kwietnia stojąc już całymi siłami między Zawichostem i Kazimierzem Dolnym. Nieprzyjaciel nie bronił przepraw, oddalając się wszędzie na sam widok jego oddziałów.

## Przebieg bitwy
16 kwietnia pułkownik Łagowski rozbił przednią straż rosyjską pod Babinem, ale musiał cofnąć się przed nadciągającymi siłami generała Iwana Delingshausena. Sierawski wyruszył mu na pomoc i wieczorem tegoż dnia dotarł do Bełżyc. Zorientowawszy się, że nadchodzi Kreutz z głównymi siłami, cofnął się pod Wronów, gdzie postanowił przyjąć walną bitwę i zajął pozycje obronne.

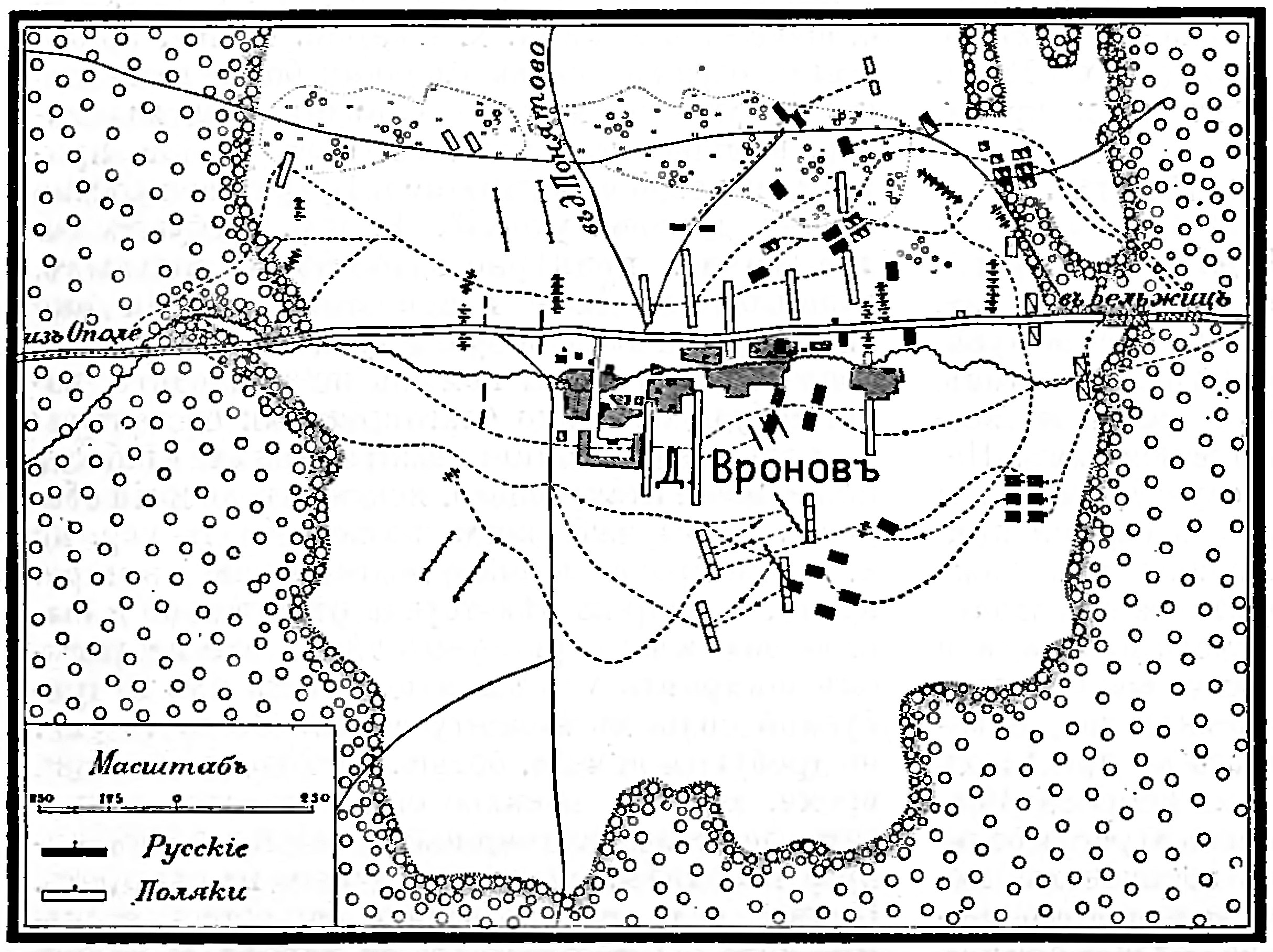
Bitwa pod Wronowem

W środku Wronowa, na szosie stanęły działa, strzeżone przez batalion Batalion Celnych Strzelców Sandomierskich Stanisława Krzesimowskiego i batalion z 10 Pułku Piechoty Liniowej. Lewe, wysunięte nieco skrzydło, tworzył 11 Pułk Piechoty Liniowej (przeważnie kosynierzy) stojący na zalesionych wzgórzach. Prawe skrzydło tworzyła część pułku piechoty oraz jazda pułkownika Łagowskiego. W odwodzie stał wsławiony bitwami puławskimi Juliusz Małachowski z batalionem strzelców celnych oraz pułk jazdy kaliskiej.
Kreutz rozwinął swoje wojska następująco: Delingshausen dowodził prawym skrzydłem – 6 dział, pułk piechoty, dwa pułki dragonów i jeden pułk kozacki. Lewym skrzydłem zawiadywał generał Murawiew, miał pod sobą trzy pułki jazdy z czterema działami. Pomiędzy nimi stało 12 dział i 2 pułki piechoty.
Bitwa zaczęła się około 7 rano. Atak Rosjan od początku wymierzony był w lewe skrzydło polskie. Delingshausen atakował początkowo jednym pułkiem, potem już dwoma, lecz ataki zostały odparte. Delingshausen wysłał więc pułk piechoty z 12 działami, lecz i ten atak został odparty. Kiedy generał rosyjski wysłał do ataku te dwa pułki piechoty, które stały w środku sił rosyjskich, Sierawski uderzył na działa rosyjskie, osobiście prowadząc jazdę kaliską. Ta jednak cofnęła się i Sierawski, otoczony niewielką grupą oficerów, zmuszony był do przebijania się z powrotem. Sytuację uratował Małachowski, prowadząc do boju odwody. Na pole bitwy przybył także Łagowski, nadchodzący z kierunku Chodla, przeciw któremu zmuszony był wystąpić Murawiew z dwoma pułkami jazdy.
Nie liczne czołowe uderzenia, ale dopiero manewr generała Tołstoja, polegający na obejściu lewego skrzydła wojsk polskich dwoma pułkami jazdy, spowodował wycofanie się 11 pułku piechoty polskiej ze świetnie dotychczas bronionego wzgórza. Sierawski nakazał zatem odwrót w pełnym porządku na Opole Lubelskie. Małachowski wykazał się jeszcze, osłaniając ten odwrót. Było około 16.

## Konsekwencje
Sierawski stracił około 200 żołnierzy, licząc łącznie zabitych i rannych. Zabrał za to 1 działo i około 40 jeńców. Straty nieprzyjaciela były zapewne znacznie poważniejsze. A gdyby Sierawski dysponował bardziej doświadczonymi żołnierzami, zapewne szarża, którą prowadził, przechyliłaby szalę zwycięstwa na polską stronę. Podobnie, gdyby Sierawskiemu dano do pomocy Paca, można by spodziewać się klęski Kreutza.
Tymczasem Sierawski przegrał bitwę, ale jego korpus zachował w pełni zdolność bojową. Nie była to zatem klęska decydująca. Sierawski skierował się do Kazimierza Dolnego i pod osłoną nocy mógł przeprawić się na lewy brzeg Wisły. Zwlekał z tym jednak niepotrzebnie do rana, co doprowadziło jego wyprawę do katastrofy.